# Järvsö Klack
Järvsöklacken ou Järvsö Klack é uma montanha da província histórica de Hälsingland. O seu ponto mais alto tem 391 metros. Esta montanha está localizada na proximidade da localidade de Järvsö, na margem oriental do rio Ljusnan, caindo abruptamente sobre o vale deste rio. Com a sua forma característica de ”tacão de sapato”, a montanha de Järvsö Klack é um perfil típico da região.